# Steve McQueen

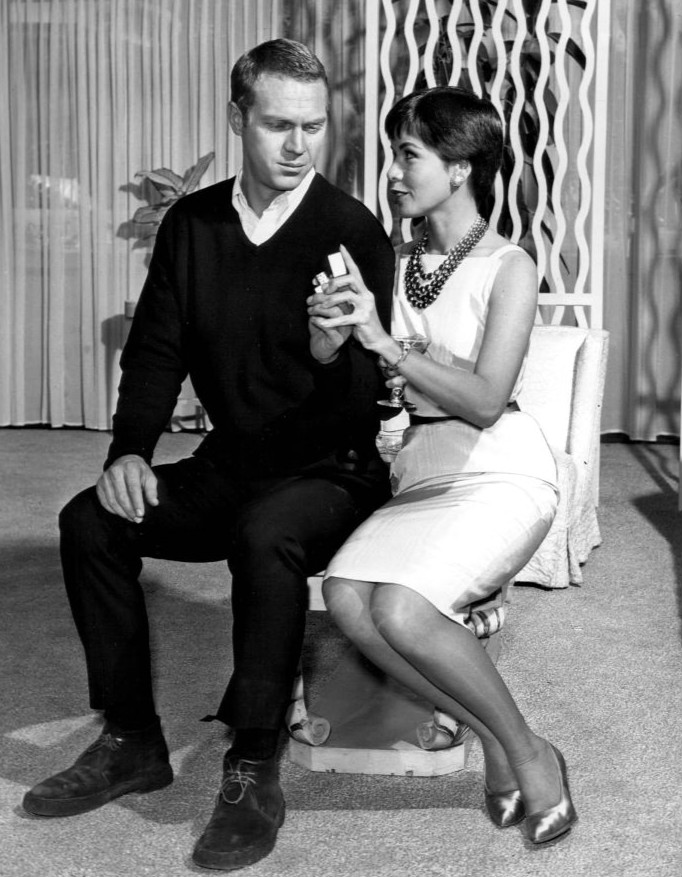
Steve McQueen ze swoją pierwszą żoną Neile Adams (1960)

Steve McQueen, właściwie Terence Steven McQueen (ur. 24 marca 1930 w Beech Grove, zm. 7 listopada 1980 w Ciudad Juárez) – amerykański aktor filmowy i telewizyjny; nominowany do Oscara za główną rolę w filmie Ziarnka piasku (1966).
Jest jedną z największych legend kina. W latach 60. i 70., należał do najbardziej „kasowych” gwiazdorów Hollywoodu, grając często postaci „antybohaterów”. McQueen często był agresywny w stosunku do reżyserów i producentów; pomimo tego był bardzo popularny i umiał zapewnić sobie wysokie gaże. Grywał głównie role silnych bohaterów, zachowując jednak ich pogłębiony wizerunek psychologiczny. Jego syn, Chad McQueen, i jego wnuk, Steven R. McQueen, także zostali aktorami.

## Życiorys

### Wczesne lata
Terence Steven McQueen urodził się w Beech Grove (przedmieście Indianapolis) w stanie Indiana w USA. Jego ojciec był pilotem-kaskaderem w cyrkach powietrznych. Porzucił Steve’a i jego matkę wkrótce po jego urodzeniu. Matka, nie radząc sobie z wychowywaniem małego Steve’a, oddała go w ręce wujowi Claude, który miał dużą farmę w Slater w stanie Missouri. Mając 12 lat McQueen ponownie zamieszkał ze swoją matką i ojczymem w Los Angeles w Kalifornii.
W wieku 14 lat McQueen wstąpił do gangu ulicznego, w związku z czym jego matka wysłała go do Junior Boys Republic, placówki przedstawianej jako „dom dla krnąbrnych chłopców” w Chino Hills w Kalifornii.
Po tym jak McQueen opuścił Chino, zapisał się w 1947 do korpusu Piechoty Morskiej Stanów Zjednoczonych, gdzie służył do 1950. W 1952, z pomocą finansową otrzymaną na mocy G. I. Bill, McQueen zaczął studiować aktorstwo. Ubiegał się o miejsce w Actors Studio Lee Strasberga w Nowym Jorku. Z 2000 kandydatów przyjęci zostali tylko McQueen i Martin Landau. McQueen zadebiutował na Broadwayu w 1955 w A Hatful of Rain.

### Osobowość i wizerunek
Steve McQueen w swoich filmach grał postacie „prawdziwych” mężczyzn, którzy nie mówią o rzeczach zbytecznych, natomiast przykładają uwagę do tego co robią. Takim człowiekiem także prywatnie był McQueen.
Miał wiele zainteresowań, których nie wahał się realizować będąc dobrze opłacanym aktorem. Jego największą pasją były pojazdy. Miał licencję pilota oraz samolot. Interesowały go motocykle off-roadowe, ścigał się nimi na wyścigach Baja 1000 oraz Mint 400. Najwięcej czasu poświęcał jednak samochodom. Posiadał m.in.: Ferrari 250 Lusso Berlinetta, Jaguara D-Type XKSS, Porsche 356. McQueen angażował się w wyścigi samochodowe i poważnie rozważał karierę kierowcy wyścigowego. Jego największy sukces na torze to pierwsze miejsce w swojej klasie i strata 23 sekund do lidera w klasyfikacji ogólnej na Sebring 12 Hours w 1970 roku. Steve McQueen (miał wtedy gips na lewej stopie z powodu wypadku na motorze 2 tygodnie wcześniej) i Peter Revson prowadzili wtedy Porsche 908/02. W 1970 i 1971 roku Steve McQueen filmował swój własny pełnometrażowy film pt. Le Mans. McQueen chciał uczestniczyć w wyścigu 24 godziny Le Mans wraz ze szkockim kierowcą Jackie Stewartem w Porsche 917, lecz z powodu filmu musiał zrezygnować. Choć Le Mans nie odniosło sukcesu finansowego i niemal zrujnowało McQueena dzisiaj uchodzi za najwierniejszy film o wyścigach samochodowych.
Steve McQueen był także na liście seryjnego zabójcy Charlesa Mansona i dowiedziawszy się o tym, zaczął wszędzie nosić przy sobie rewolwer. Często sprzeczał się z reżyserami i producentami, również o gażę, lecz mimo to był bardzo pożądanym aktorem.

### Śmierć
Steve McQueen przez prawie 35 lat był uzależniony od tytoniu. W 1979 w jego płucach wykryto nowotwór. McQueen wyjechał do Meksyku w lipcu 1980 roku, aby poddać się alternatywnej (niezaaprobowanej przez władze Stanów Zjednoczonych) terapii leczenia raka, prowadzonej przez dentystę i ortodontę, Williama D. Kelleya. Kelley twierdził, że udało mu się wyleczyć raka trzustki u innych pacjentów. Kelley (którego licencja lekarska została anulowana w Teksasie) próbował leczyć McQueena mieszanką enzymów trzustkowych, dużych dawek witamin i minerałów, masażami, modlitwami, psychoterapią, lewatywami z kawy oraz zastrzykami preparatów przygotowanych z płodów owiec i krów. McQueen otrzymywał również amigdalinę. Zmarł 7 listopada 1980 roku na zawał serca po operacji mającej na celu usunięcie przerzutów. Miał 50 lat.

## Obecność w kulturze popularnej
- Steve McQueen jest wymieniony w piosence pt. Czas ołowiu z repertuaru polskiej grupy Budka Suflera. Autorem tekstu jest Marek Dutkiewicz, a kompozytorem Romuald Lipko[4].
- W filmie Pewnego razu... w Hollywood (2019) w reżyserii Quentina Tarantino w roli Steve'a McQueena wystąpił Damian Lewis.

## Filmografia
- Między linami ringu (1956) jako Fidel
- Blob, zabójca z kosmosu (1958; lub pt. Blob, Maź) jako Steve Andrews
- Never Love a Stranger (1958) jako Martin Cabell
- Wielki napad na bank w St. Louis (1959) jako George Fowler
- Tak niewielu (1959) jako Bill Ringa
- Alfred Hitchcock przedstawia: Człowiek z południa[5] (1960) jako hazardzista
- Siedmiu wspaniałych (1960) jako Vin
- Miłosna ruletka (1961) jako porucznik Fergie Howard
- Wojenny kochanek (1962) jako kpt. Buzz Rickson
- Piekło jest dla bohaterów[6] (1962) jako szeregowy John Reese
- Romans z nieznajomym (1963) jako Rocky Papasano
- Żołnierz w deszczu (1963) jako sierżant Eustis Clay
- Wielka ucieczka (1963) jako kpt. Virgil Hilts „Cooler King”
- Dziecino, deszcz musi padać[7] (1965) jako Henry Thomas
- Cincinnati Kid (1965) jako Eric „Kid” Stoner
- Ziarnka piasku (1966) jako Jake Holman
- Nevada Smith (1966) jako Nevada Smith/Max Sand
- Sprawa Thomasa Crowna (1968; lub pt. Afera Thomasa Crowna) jako Thomas Crown
- Bullitt (1968) jako Frank Bullitt
- Koniokrady (1969) jako Boon Hogganbeck
- Le Mans (1971) jako Michael Delaney
- Junior Bonner (1972) jako Junior „JR” Bonner
- Ucieczka gangstera (1972) jako Carter „Doc” McCoy
- Papillon (1973; lub pt. Motylek) jako Henri „Papillon” Charriere
- Płonący wieżowiec (1974) jako Michael O’Hallorhan
- Wróg ludu (1978) jako dr Thomas Stockmann
- Tom Horn (1980) jako Tom Horn
- Łowca (1980) jako Papa Thorson